# Karl Volkert

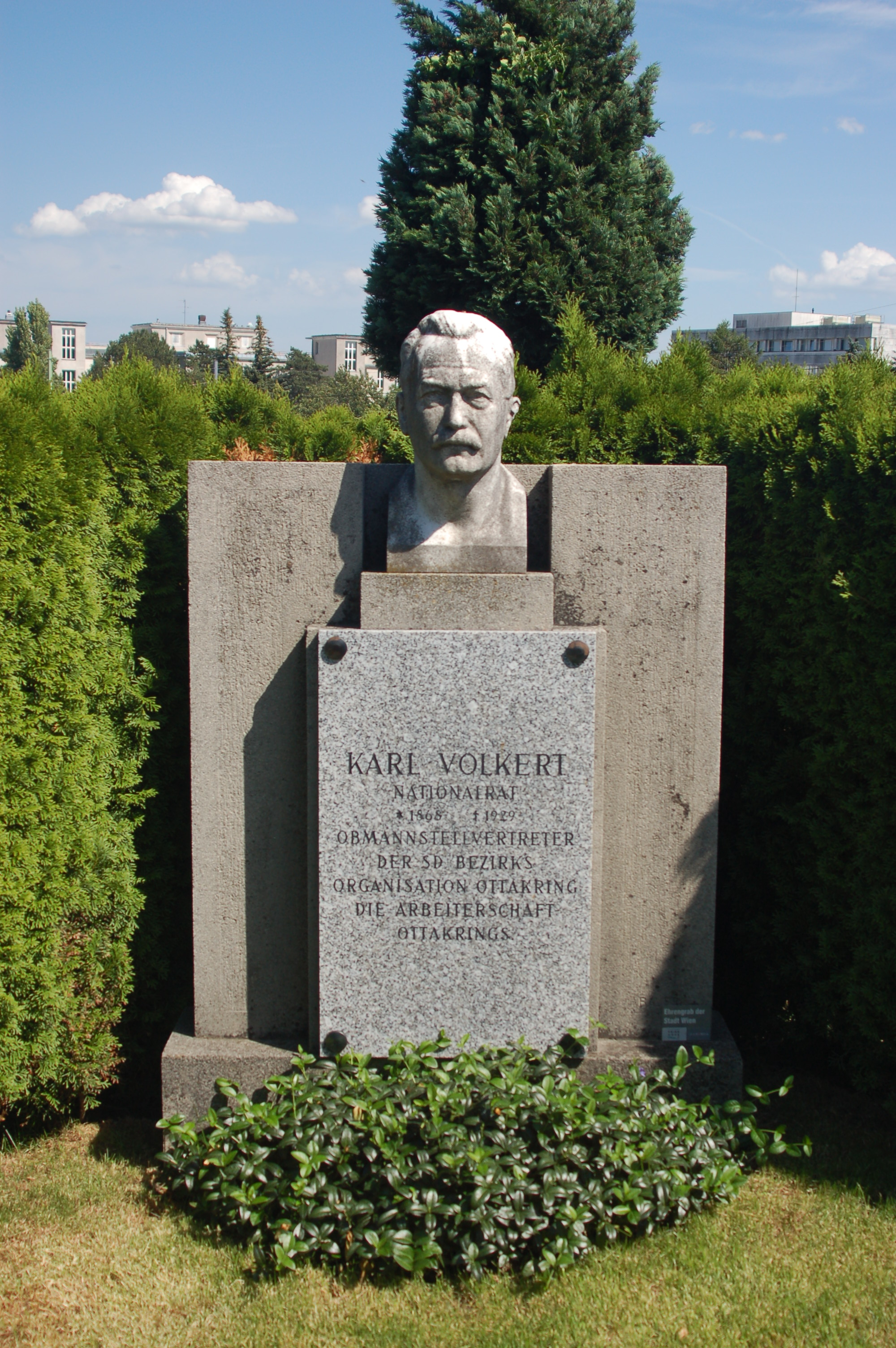
Grabmal von Karl Volkert auf dem Ottakringer Friedhof

Karl Volkert (* 11. Februar 1868 in Eßlingen im heutigen Rheinland-Pfalz; † 24. Februar 1929 in Wien) war sozialdemokratischer österreichischer Politiker und Sportfunktionär.
Volkert war Reichsratsabgeordneter, Abgeordneter zum Nationalrat und in der Niederösterreichischen Landesregierung Landesrat. 1922–1925 war er Vorsitzender der Österreichischen Fußballverbandes.

## Leben
Volkert besuchte eine siebenklassige Volksschule. Er kam mit seiner Familie in jungen Jahren nach Wien und erlernte den Beruf des Goldarbeitergehilfen. Danach war er als Privatbeamter tätig.
Volkert, der in seinen frühen Jahren  wegen seines starken schwäbischen Dialektes gelegentlich für Heiterkeit sorgte, fiel durch seine ungewöhnliche Intelligenz und sein breites, selbsterworbenes Wissen auf. Er trat 1889 dem Arbeiterbildungsverein „Apollo“ bei und arbeitete am Aufbau der sozialdemokratischen Bezirksorganisationen in Ottakring (16. Wiener Gemeindebezirk) und Hernals (17. Bezirk) mit.
Volkert vertrat die Sozialdemokratische Partei von 8. Jänner 1909 bis zum 8. Jänner 1915 als Abgeordneter der Allgemeinen Wählerklasse des Bezirks Ottakring im Niederösterreichischen Landtag. Nach der letzten Reichsratswahl der Monarchie war er vom 17. Juli 1911 bis zum 25. Juli 1914 sowie vom 30. Mai 1917 bis zum 12. November 1918 im Klub der deutschen Sozialdemokraten Mitglied des Abgeordnetenhauses des Reichsrates.
Zum und nach dem Ende des Ersten Weltkrieges gehörte Volkert vom 21. Oktober 1918 bis zum 16. Februar 1919 der aus den deutschen Reichsratsabgeordneten gebildeten  Provisorischen Nationalversammlung für Deutschösterreich an und wurde dann in die erstmals am 4. März 1919 tagende Konstituierende Nationalversammlung gewählt, aus der er am 31. Mai 1919 ausschied.
Bei der ersten Nationalratswahl der Republik wurde er ins Parlament gewählt und gehörte  vom 10. November 1920, dem Tag des Inkrafttretens der neuen Bundesverfassung, bis zum 24. Februar 1929 – 1923 und 1927 wiedergewählt – für die Sozialdemokratische Arbeiterpartei in den ersten drei Gesetzgebungsperioden dem Nationalrat an.
Neben seiner bundespolitischen Tätigkeit engagierte sich Volkert nach dem Ersten Weltkrieg zudem erneut in der Landespolitik. Er gehörte vom 5. November 1918 bis zum 4. Mai 1919 dem Provisorischen Landtag Niederösterreichs (zu dem Wien damals noch gehörte) an und war danach vom 20. Mai 1919 bis zum 11. Mai 1921 Abgeordneter zum Niederösterreichischen Landtag während der Trennungsperiode Wiens von Niederösterreich. Er gehörte vom 10. Jänner 1920 bis zum 30. Dezember 1920 der Wiener Kurie dieses Landtages an und war ab dem 30. Dezember 1920 Wiener Delegierter in den Verhandlungen über die Vermögensaufteilung. Zuvor hatte er vom 20. Mai 1919 bis zum 10. November 1920 der vom Sozialdemokraten Albert Sever geleiteten niederösterreichischen Landesregierung als Landesrat angehört.
Volkerts politisches Handeln konzentrierte sich auf den Organisations-, Kultur-, Jugend- und Sportbereich. Er war Ortsobmann der Kinderfreunde, des Touristenvereins die Naturfreunde und des Fortbildungsschulrates.
1919 wurde er Gründungspräsident des Verbandes der Arbeiter- und Soldatensportvereine Österreichs (VAS) und später seiner Nachfolgeorganisation, des Arbeiterbundes für Sport und Körperkultur in Österreich (ASKÖ). Von 1922 bis 1925 war er zudem Vorsitzender der Österreichischen Fußballverbandes (ÖFV), wodurch die seinerzeit in der innerhalb des ÖFV im sozialdemokratischen Interessenverband Freie Vereinigung, der späteren VAFÖ, organisierten Vereine erstmals die Oberhand im Verband gewannen. Dies führte 1926 zur Trennung des amateurmäßig aufgestellten Arbeiterfußballs vom ab 1924 professionell organisierten Fußball und zur Neugründung des ÖFV als ÖFB.
Volkert wurde mit seinen primär an die proletarische Jugend gerichteten Freiheitsgedichten und Kampfliedern kraftvolle Poesie zugeschrieben.

## Posthume Ehrungen

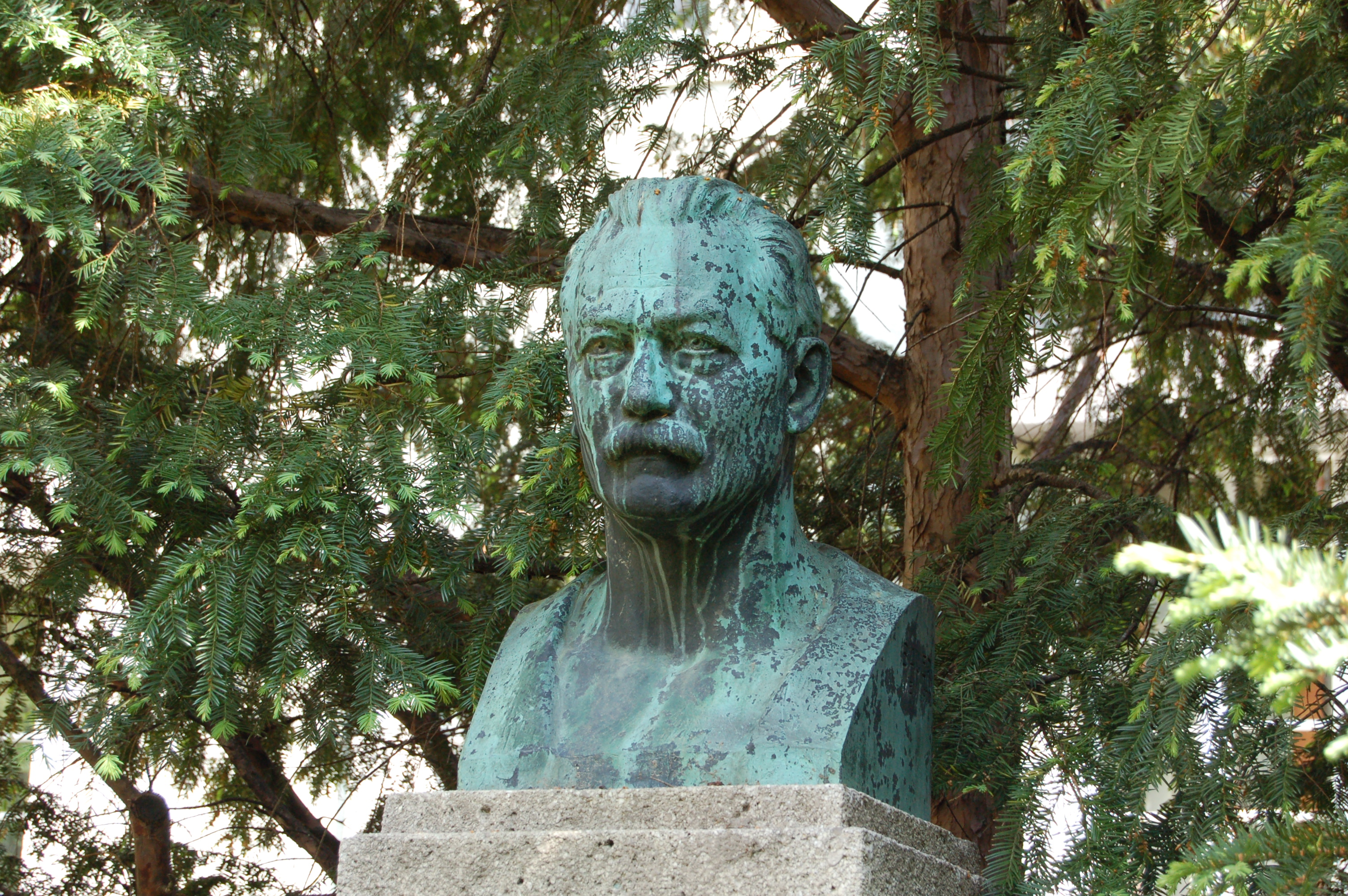
Büste im Karl-Volkert-Hof

Nach seinem Tod wurde Volkert in einem von der Wiener Stadtverwaltung ehrenhalber gewidmeten Urnengrab auf dem Ottakringer Friedhof beigesetzt. Ihm zu Ehren wurde 1953 das Glocknerhaus der Naturfreunde in Karl-Volkert-Haus umbenannt. Zudem wurde der Ottakringer Gemeindebau Karl-Volkert-Hof nach ihm benannt. Dort wurde eine Statue des Politikers aufgestellt.